# Anna Bilińska
Anna Bilińska, ook bekend als Anna Bilińska-Bohdanowicz, (Zlatopil, 8 december 1854 – Warschau, 8 april 1893) was een Poolse kunstschilder en de eerste Poolse vrouw die als kunstenaar internationale bekendheid verwierf.

## Biografie
Bilińska werd geboren in Oekraïne, waar haar vader arts was. De familie verhuisde uiteindelijk naar Vjatka en daar kreeg ze tekenles van Michał Elwiro Andriolli. Vanaf 1877 kreeg ze les van de Poolse schilder Wojciech Gerson aan de kunstacademie van Warschau. Gerson gold op dat moment als een van de belangrijkste representanten van het Poolse realisme.
Begin jaren 1880 begon Bilińska aan een rondreis door Europa waarbij ze München, Salzburg, Wenen en Italië aandeed voor ze in Parijs ging wonen. Daar volgde ze vervolgens cursussen bij de Académie Julian, waar ze les kreeg van Tony Robert-Fleury en William Bouguereau. Ze begon met het maken van eigen werk omstreeks 1885 en presenteerde dat in de Parijse salon. In 1887 kreeg ze een medaille voor een zelfportret en twee jaar later een zilveren medaille voor haar inzending voor de Wereldtentoonstelling van 1889.
In 1892 huwde Bilińska met Antoni Bohdanowicz, een arts, en met hem keerde ze terug naar Warschau om daar een eigen kunstopleiding op te zetten. Ze overleed echter al een jaar later aan hartfalen. Postuum werd haar werk Portret van Mlle. R. nog aan het publiek vertoond in de Parijse Salon.

## Nalatenschap
Door haar korte levensloop is het werk van Bilińska niet erg bekend, zelfs niet in haar vaderland Polen. In 2021 organiseerde het Nationaal Museum van Warschau een tentoonstelling over haar, waardoor ze eindelijk de erkenning kreeg die ze verdiende. Veel van de kunstwerken die Bilińska vervaardigde zijn te zien in Poolse musea. Een aantal van haar werken werden door de nazi's uit Warschau gestolen tijdens de Tweede Wereldoorlog. Een van deze schilderijen, Zwart meisje, kwam in 2011 weer op de markt en een jaar later keerde het terug naar het Nationaal Museum van Warschau.

## Galerij

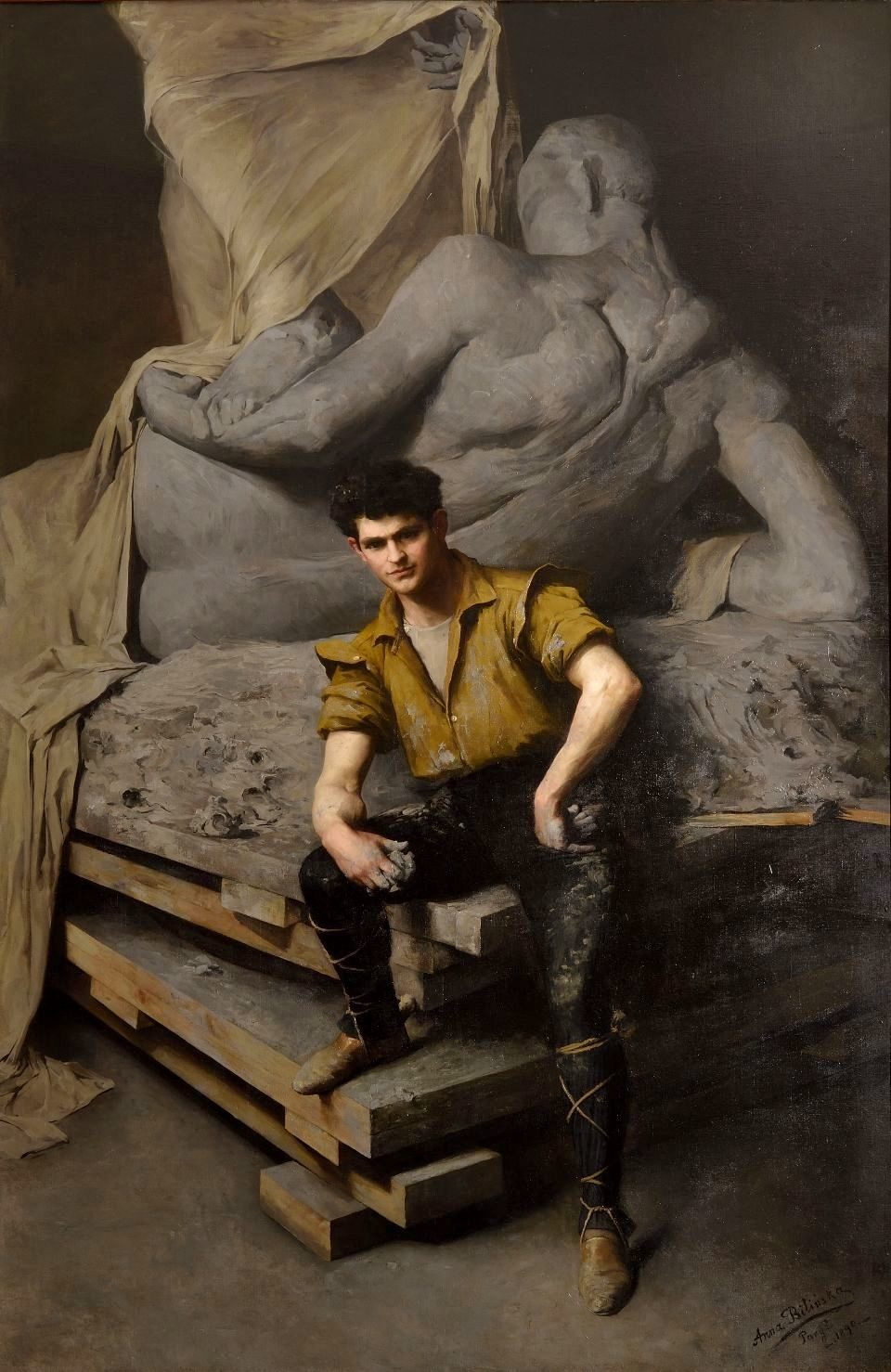
Portret van beeldhouwer George Grey Barnard.
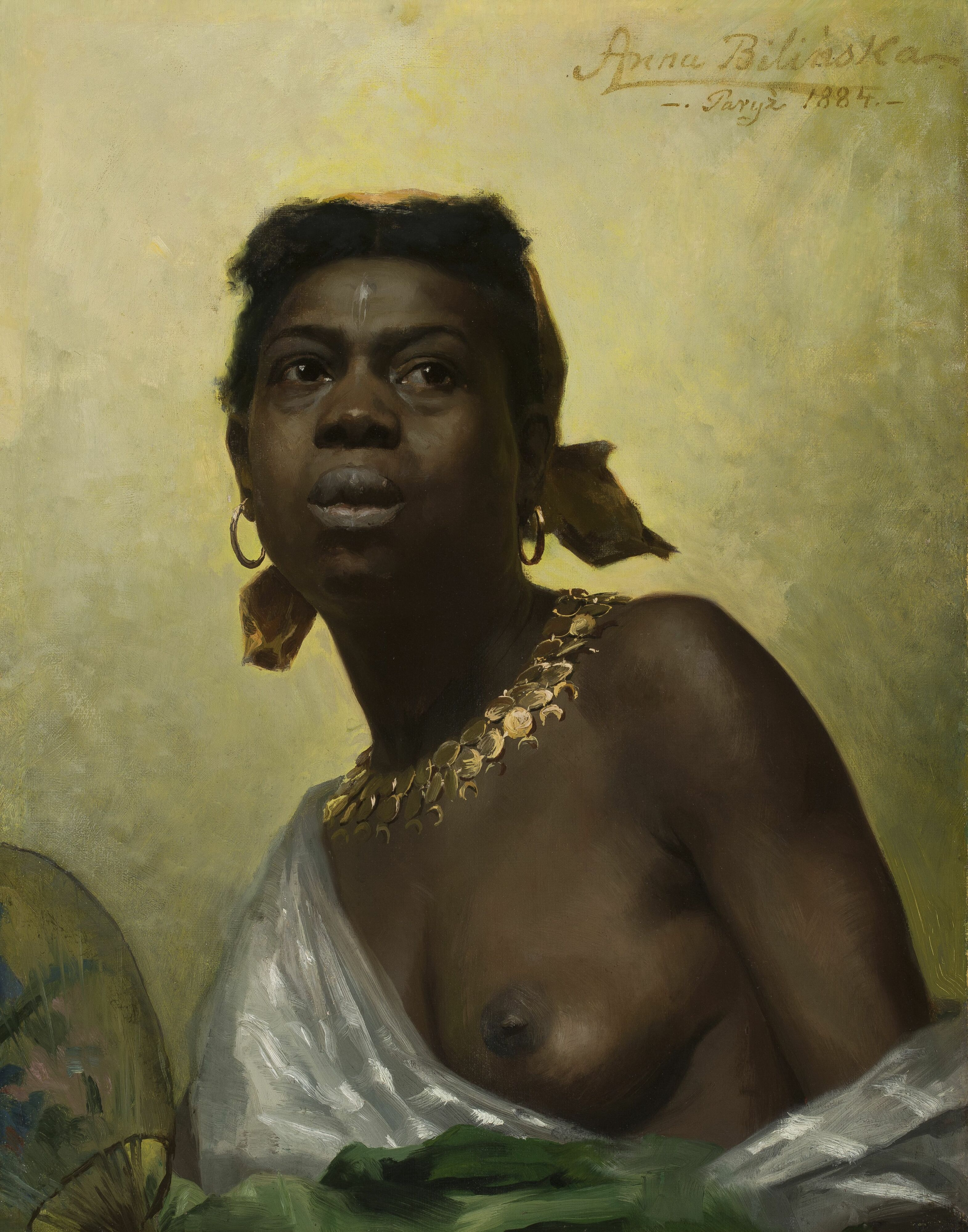
Zwart meisje
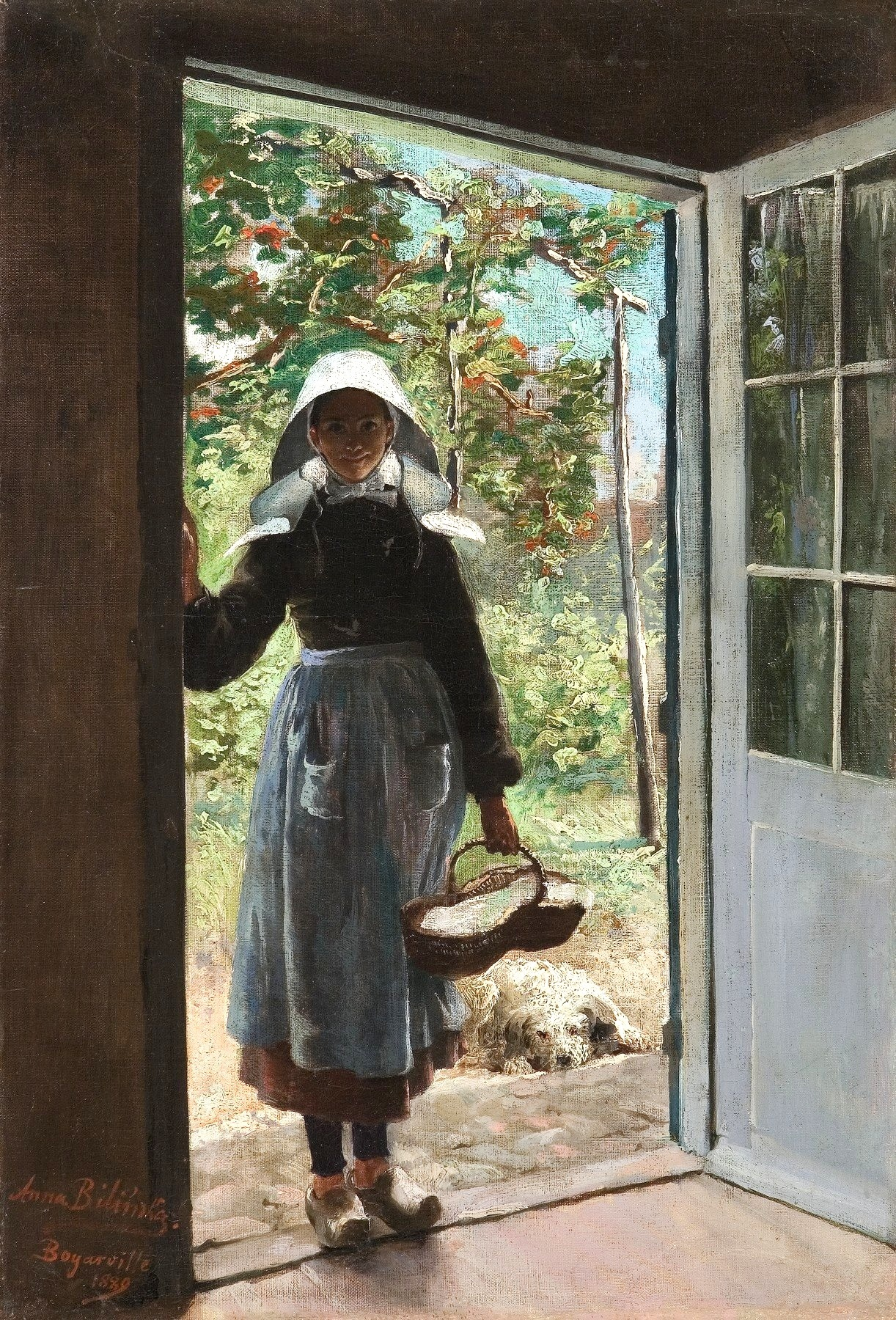
Een Bretonse vrouw
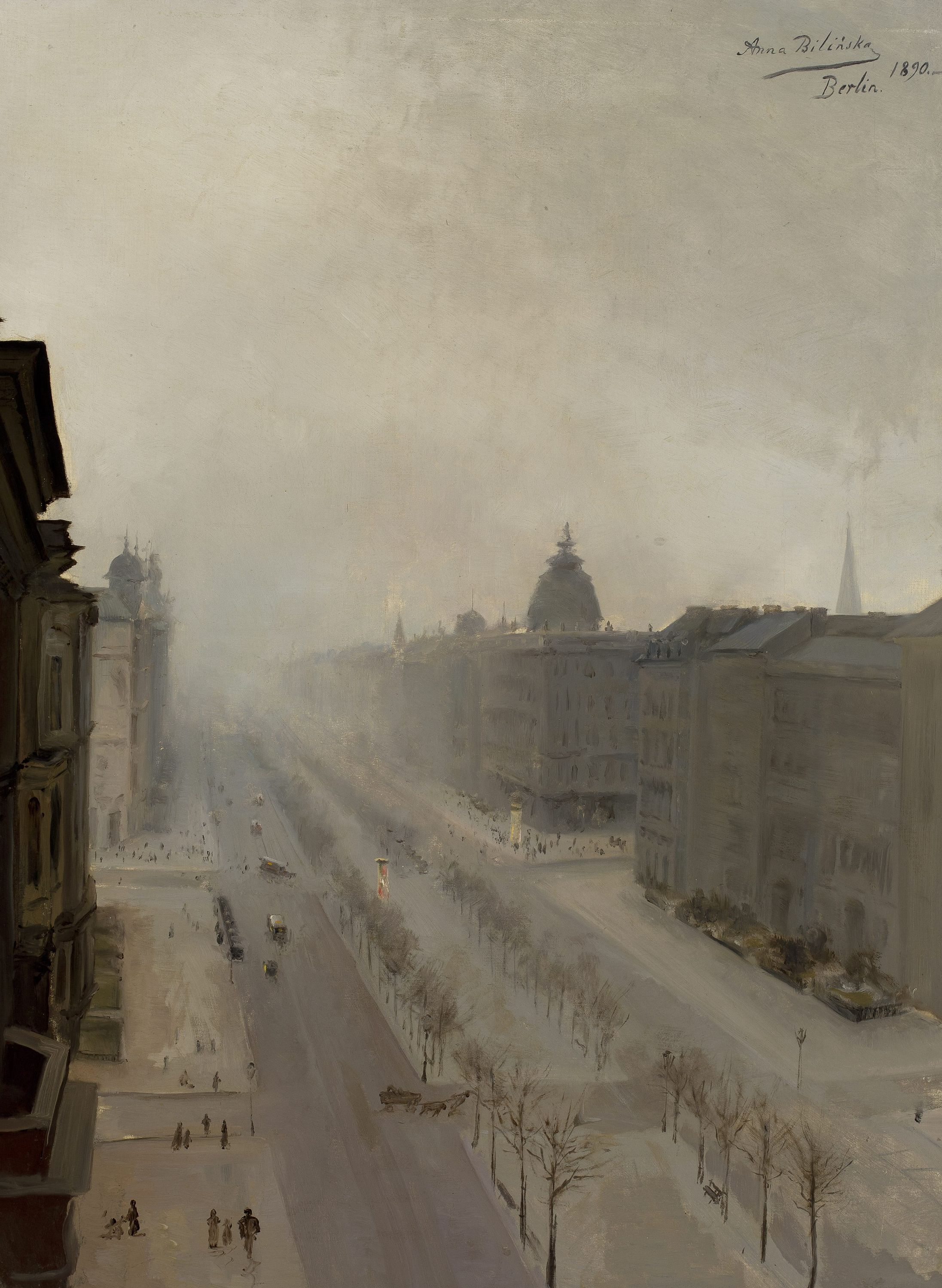
Unter den Linden, 1890.
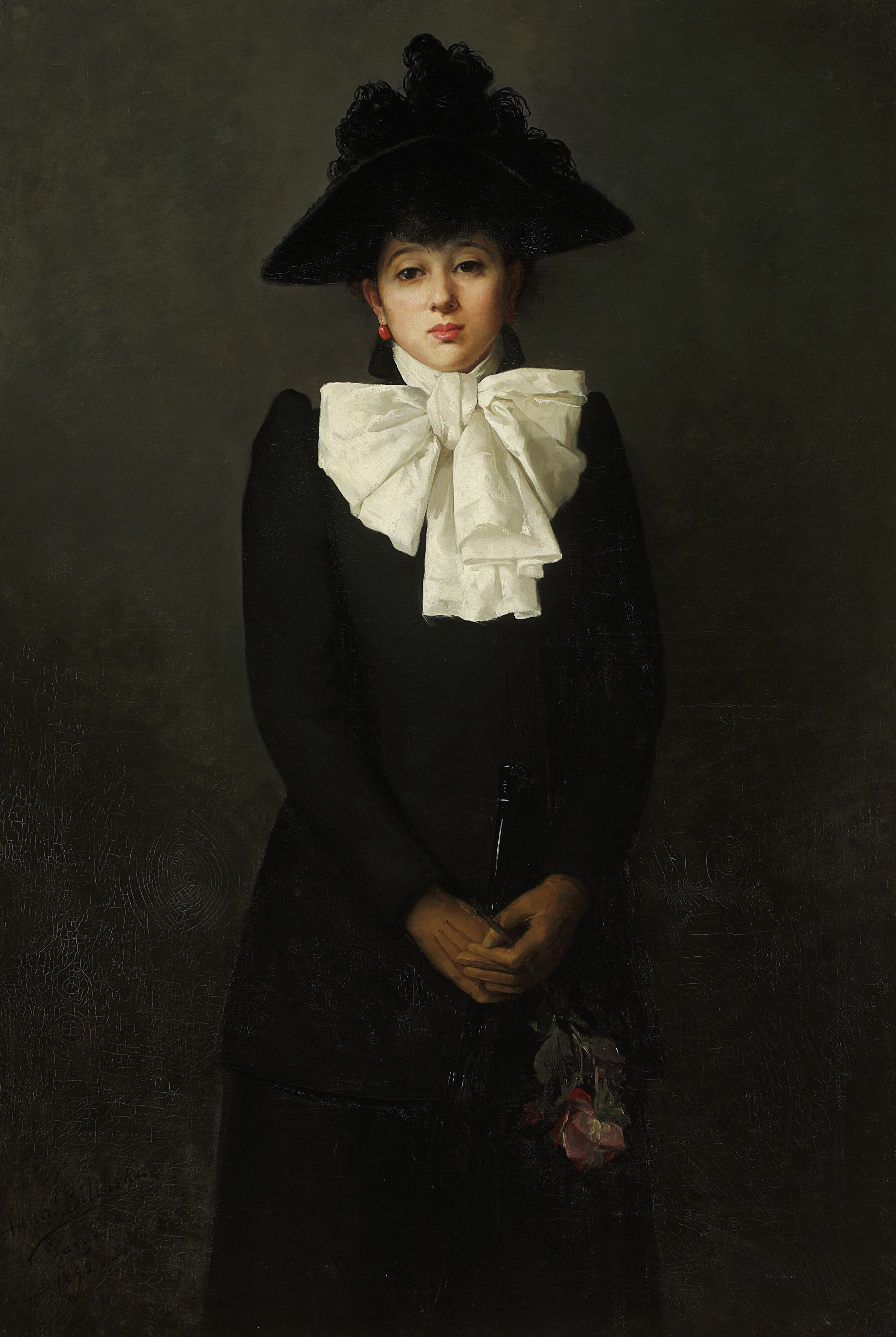
Portret van Mlle. R. / Portret van een jonge vrouw met een roos in haar hand

- Bibsys: 1671433161845
- Bibliothèque nationale de France: cb14969782s (data)
- Gemeinsame Normdatei: 1036492192
- International Standard Name Identifier: 0000 0000 6660 852X
- Library of Congress Control Number: nr94022033
- Nationale Bibliotheek van Polen: a0000001242619
- RKD-Nederlands Instituut voor Kunstgeschiedenis: 8417
- Système universitaire de documentation: 261184474
- Union List of Artist Names: 500027482
- Virtual International Authority File: 19953152
- WorldCat: E39PBJyGWjK67F3ykcpyhXTGpP